# Paloma Sánchez Ortega
Paloma Sánchez Ortega (Madrid, 5 de marzo de 1967) es una exjugadora de baloncesto española. 